# Лабораторний посуд

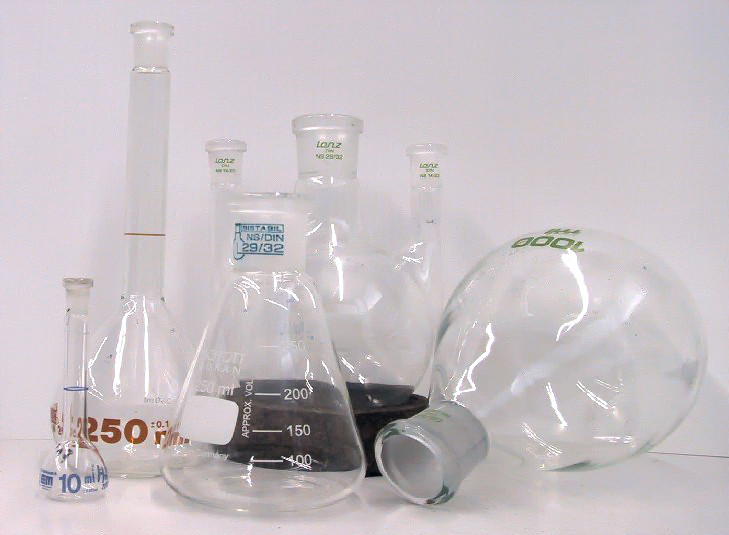

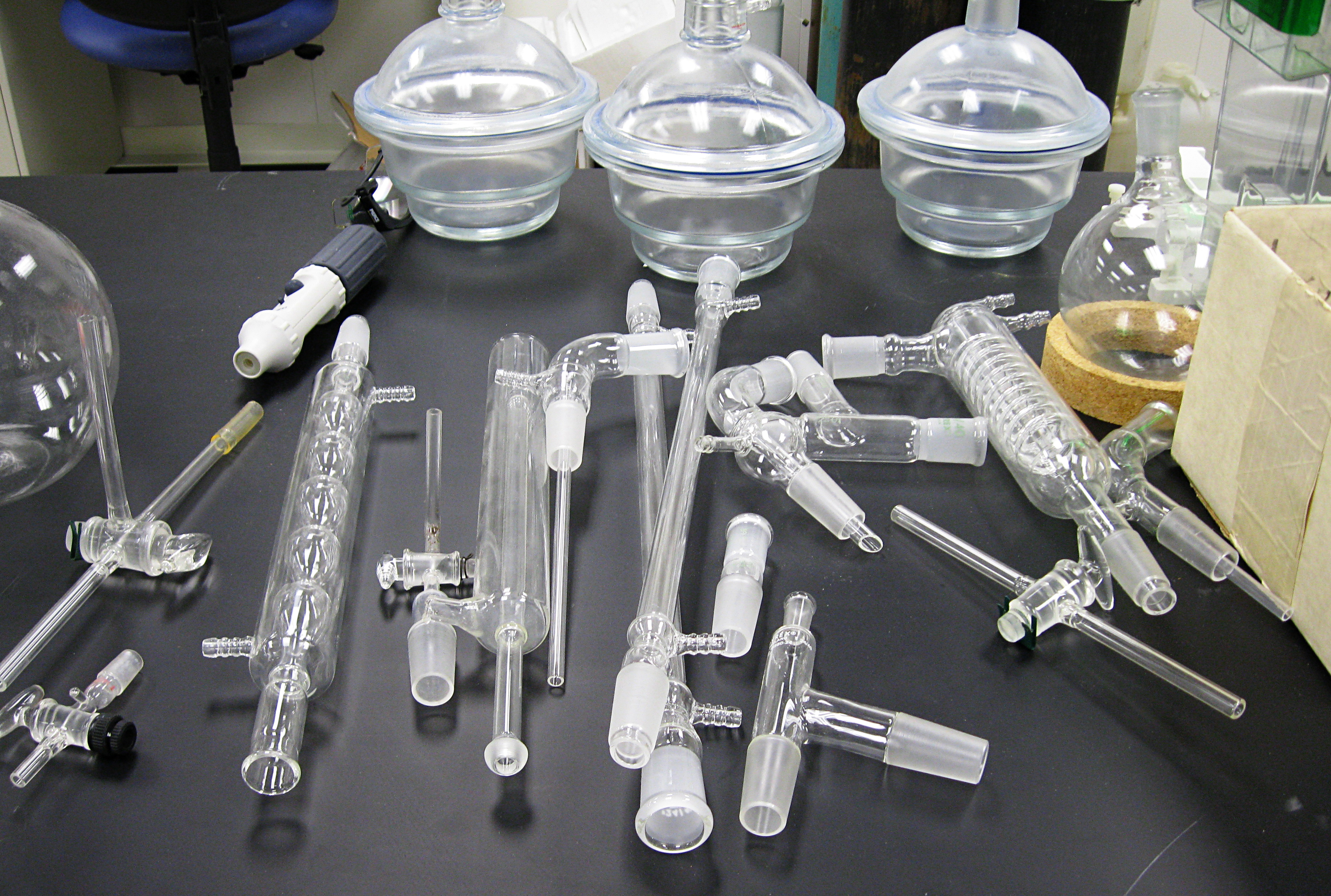

Лабораторний посуд — частина лабораторного обладнання.
Лабораторний посуд - спеціальні та спеціалізовані ємності різного конструктивного виконання, обсягу, і виготовлені з різноманітних матеріалів, стійких в агресивних середовищах. При необхідності, лабораторний посуд володіє необхідною термостійкістю, прозорістю та іншими потрібними фізичними властивостями.
Перед застосуванням лабораторного посуду його треба добре вимити і простерилізувати (для мікробіологічних дослідів).  Чистий посуд промивають проточною водою і сушать в сушильній шафі. При необхідності досягнення стерильності лабораторний посуд загортають в щільний папір і стерилізують в аеростерилі при 160-180 ° C 45-60 хв. або в автоклаві при температурі 120 ° C 20-30 хв.

## Скляний посуд
За призначенням скляний посуд можна поділити на посуд загального, спеціального призначення та мірний посуд.
Посудом спеціального призначення вважають тільки той, який використовують лише з певною масою, наприклад для визначення молекулярної маси речовини.

### Посуд загального призначення
Пробірки-вузькі циліндри з заокругленим дном.
Крім звичаних пробірок,є ще центрифужні, в тому числі, градуйовані.
Лійки використовують для переливання рідин і фільтрування.Верхній діаметр може бути 35, 55, 70, 100,150,200,250 і 300мм.  Лійки для фільтрування мають кут 60° і зрізаний кінець.
Ділильні лійки використовують для розділення рідин, що не змішуються, наприклад, олії і води.
Хімічні склянки -це тонкостінні циліндри різної ємності від 10 мл до 2л.Вони можуть мати носик.Їх часто виготовляють з термостійкого скла з відповідним маркованням- матовим або білим кружечком чи квадратом
Плоскодонні колби- від 50 мо до 2л, можуть мати шліф або бути бкз нього.
Бюкси- це тонкостінні склянки з притертим горлом і скляним корком різних розмірів і форм.

### Мірний посуд
Мірний посуд використовують для вимірювання об'єму рідин.
Піпетки використовують для точного вимірювання рідин.Розрізняють піпетки незливні і зливні.
Бюретки використовують для титрування. Пошириними є бюретки об'ємом 10,25 і 50 мл, а також мікробюретки.

## Миття й сушіння скляного хімічного посуду
Хімічний посуд має бути абсолютно чистий,без упевненості у цьому не можна працювати.Мити посуд потрібно зразу ж після досліду і,якщо це можливо,не відкладати на другий день.
Очищувати посуд можна різними методіми:фізичними, механічними, хімічними чи їхніми комбінаціями.

### Фізичні і механічні методи очищення посуду

#### Миття водою.
Якщо скляний посуд незабруднений смолою, жирами чи іншими нерозчинними  у воді речовинами,його можна мити теплою водою, використовуючи при цьому різні мийні засоби:звичайне мило, кальциновану соду або синтетичні мийні засоби.
Скляний посуд вважається чистим, якщо на його стінках не утворюються окремі краплі і вода не залишає тоненьку плівку.

### Техніка безпеки при  очищенні лабораторного посуду
- У лабораторії мають бути банки для відходів хімічних речовин,які не можна виливати у раковину чи викидати у загальний смітник.Такі банки слід щільно закривати кришками.
- У раковину не можна виливати концентровані розчини кислот і лугів, хромову суміш,ефіри, бензин, хлороформ,отруйні речовини,металуву ртуть,металевий натрій тощо.
- Концентровані кислоти і луги перед тим,як вилити,потрібно попередньо розбавляти водою або, ще ліпше, нейтралізувати.
- Якщо нейтралізувати отруйні речовини немає можливості,то їх можна виливати у раковину лише під витяжкою.

### Миття органічними розчинниками
До органічних розчинників відносять діетиловий етер, ацетон, спирти, петролейний ефір, бензин, скипидар, чотирихлористий вуглець та інші речовини. Їх використовують для відмивання посуду від смолистих речовин або інших органічних речовин, які не розчиняються у воді.Деколи для ліпшого відмивання використовують їхню пару, але робити це потрібно дуже обережно із використанням спеціальних пристроїв,оскільки всі органічні розчинники є вогненебезпечними. Використані розчинники зливають у спеціальний посід, а потім регенерують (за допомогою перегонки) або утилізують.

## Інтернет-ресурси
- Smithsonian Science Under Glass [Архівовано 28 жовтня 2018 у Wayback Machine.]
- Chemistry Laboratory Glassware at About.com [Архівовано 7 лютого 2013 у Wayback Machine.]